# Кайинди (Чингірлауський район)
Кайинди́ (або Каїнди; каз. Қайыңды) — село у складі Чингірлауського району Західноказахстанської області Казахстану. Входить до складу Карагаського сільського округу.
Населення — 113 осіб (2021; 264 у 2009, 403 у 1999, 435 у 1989).